# مخاطره (فیلم ۲۰۰۵)
«مخاطره» (انگلیسی: Hazard (2005 film)) فیلمی در ژانر اکشن است که در سال ۲۰۰۵ منتشر شد. از بازیگران آن می‌توان به جو اوداگیری اشاره کرد.